# Yves Le Corre
Pour les articles homonymes, voir Le Corre.
Yves Le Corre, né le 1er janvier 1928 à Cherbourg (Manche) et mort le 19 mai 2010 à Paris, est un universitaire français. Il préside l'université Paris VII de 1976 à 1981.

## Biographie

### Formation
Yves Le Corre intègre l'École supérieure de physique et de chimie industrielles de la ville de Paris d'où il sort en 1950 avec une licence. Il poursuit sa formation en travaillant comme sous-chef de travaux à l'EPCI, et passe son doctorat d'État en physique à la Faculté des Sciences de Paris

### Carrière universitaire
Il est maître de recherche au CNRS de 1955 à 1959 et acquiert le titre de maître de conférences le 1er octobre 1959. Il rejoint l'université Paris VII lorsque celle-ci est créée en 1970 et intègre alors l'équipe des physiciens de l'« ordinateur pour étudiants ». Il part à la retraite en 1994.
Il est le 2e président de l'université Paris VII de 1976 à 1981 en succédant à Michel Alliot.